# Schweiz ohne Armee? Ein Palaver

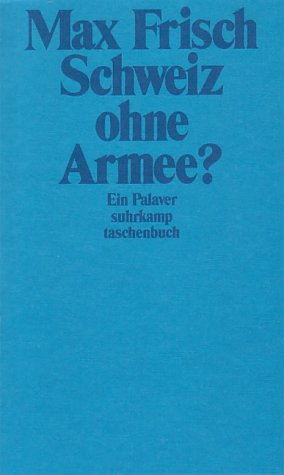
Schweiz ohne Armee? Ein Palaver. Titel der Suhrkamp-Ausgabe von 1992.

Schweiz ohne Armee? Ein Palaver ist ein Prosatext in Dialogform des Schweizer Schriftstellers Max Frisch aus dem Jahr 1989. Er wurde unter dem Titel Jonas und sein Veteran für die Bühne bearbeitet und unter der Regie von Benno Besson am 19. Oktober 1989 im Schauspielhaus Zürich uraufgeführt. Der Prosatext entstand aus Anlass einer von der Gruppe für eine Schweiz ohne Armee herbeigeführten Volksinitiative zur Abschaffung der Schweizer Armee. In Form eines Palavers zwischen einem namenlosen Großvater, der mit Details aus Frischs eigener Biografie ausgestattet ist, und seinem Enkel Jonas werden Sinn und Unsinn der Schweizer Armee, Zustand und Zukunft der Schweizer Gesellschaft sowie die Aussichten der Volksabstimmung diskutiert.
Frisch setzte mit Schweiz ohne Armee? seine in zahlreichen Texten geführte kritische Auseinandersetzung mit der Schweiz und ihrer historischen Sonderstellung fort. Er thematisierte erneut seinen eigenen Militärdienst als Kanonier während des Zweiten Weltkriegs, dem er in den Blättern aus dem Brotsack noch weitgehend patriotisch-unkritisch gegenübergestanden hatte, während er diese Haltung in der späteren Aufarbeitung im Dienstbüchlein revidiert hatte. Obgleich Frischs letzter umfangreicher Text als literarisch wenig bedeutend gewertet wird und die Bühnenadaption bei der Theaterkritik eine skeptische Aufnahme fand, wurde Schweiz ohne Armee? zum Politikum in seinem Heimatland. Frisch rückte noch einmal in den Mittelpunkt öffentlicher Debatten, die sich um seine Person wie um die Aufführung des Theaterstücks und den seine Entstehung begleitenden Film Palaver, Palaver rankten.

## Inhalt

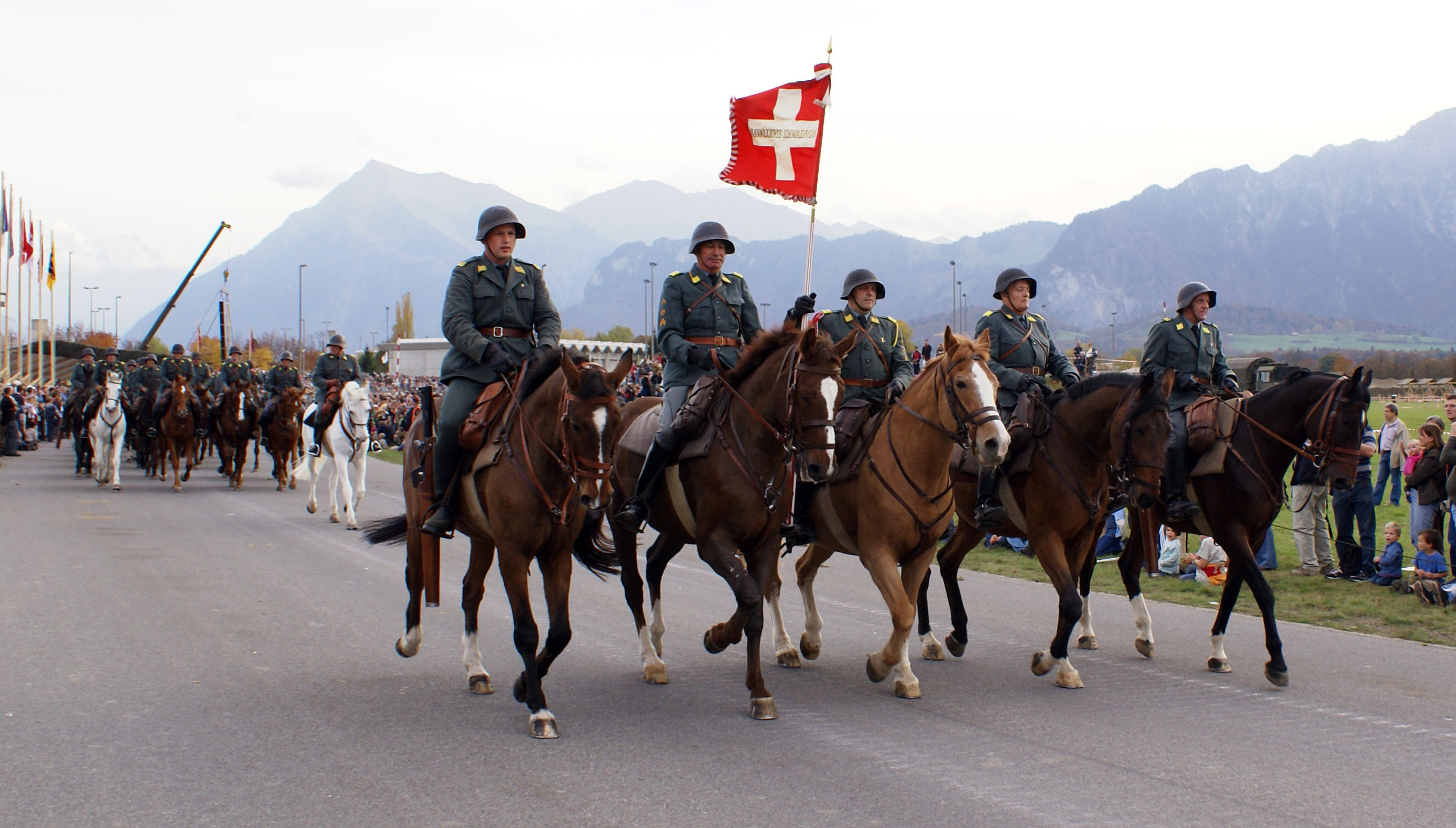
Die Schweizer Armee als Gegenstand der Tradition: Defilierritt der Kavallerieschwadron 1972 in Uniformen von 1972

Jonas besucht seinen Großvater. Er berichtet ihm von der Volksabstimmung über die Abschaffung der Armee. Der Großvater hält diese Nachricht für einen Witz. Im Unterschied zu seinem Enkel kann er sich, obwohl kritisch gegenüber dem Militär und den herrschenden Verhältnissen in der Schweiz eingestellt, eine Schweiz ohne Armee nicht vorstellen. Der Enkel zieht ein Buch aus dem Regal, das der Großvater einst geschrieben hat, und das er „lässig“ findet: Max Frischs Dienstbüchlein. Daraus zitiert er kritische Passagen über das Schweizer Selbstverständnis und ihre Armee.
Der Großvater berichtet von seinen eigenen Erfahrungen während des Zweiten Weltkriegs in einer Artillerieeinheit auf dem Mutschellen. Für ihn liegt der Einsatzort der Schweizer Armee nicht im Äußeren, sondern im Inneren. Die Kader der Schweizer Gesellschaft seien identisch mit den Kadern ihrer Armee. Die Volksabstimmung diene bloß dem Glauben, es sei eine Demokratie, die von der Armee geschützt werde. Dann deklamiert er Gottfried Benn, Bertolt Brecht und Ingeborg Bachmann. Er zählt fünf Gründe auf, warum die Armee für die Schweiz unverzichtbar sei: Die Armee werde gebraucht als „Schule des Lebens“, als „Schule des Mannes“, als „Schule der Nation“, als „Leibgarde“ der herrschenden „Plutokratie“ sowie als Brauchtum für das schweizerische Selbstbewusstsein, man habe ein Militär wie alle anderen auch.
Jonas sind die alten Werte, auf denen sein Großvater beharrt, fremd. Er interessiert sich für Informatik und möchte in Kalifornien studieren. Von Patriotismus fühlt er sich bloß genervt, auch von dem seines Großvaters. In der Armee lerne man aus seiner Sicht nur eines: Kriechen. Stattdessen wünscht er sich einen Zivildienst in der Schweiz. Die Volksabstimmung ist ihm wichtig als Aufforderung zu einer künftigen Friedenspolitik. Doch seinen Großvater kann er am Ende nicht bewegen, zur Wahl zu gehen. Der argumentiert, er befände sich stets bei der Minderheit beim Urnengang. Indem er der Abstimmung fernbleibe werde er zum Teil der Mehrheit. Nachdem Jonas gegangen ist, zitiert der allein zurückgebliebene Großvater das Fazit des Dienstbüchleins: er wagte nicht zu denken, was denkbar sei; er wollte lieber glauben statt zu wissen. Er wirft das Buch ins Kaminfeuer und resümiert: man sei schon ziemlich feige.

## Form
Schweiz ohne Armee? ist als reiner Dialog zwischen Jonas und seinem Großvater aufgebaut. Die zumeist einzeiligen erzählenden Einsprengsel erinnern in ihren knappen, nüchternen Beschreibungen an Regieanweisungen eines Theaterstücks. Kursiv sind in den Text Passagen aus Frischs Dienstbüchlein montiert. In 26 längeren Anmerkungen kommentiert Frisch den Dialog und gibt Hintergrundinformationen zu Namen oder Fakten.
Jürgen H. Petersen wertete, der Text erinnere eher an ein Feature als an ein Drama, folge „ersichtlich keinem ästhetischen Konzept, erhebt keine dichterischen Ansprüche und läßt sich nur schwer als fiktionaler Text begreifen.“ Die Handlung lasse nur für wenig spielerische Elemente Raum, etwa das Anzünden des Kamins oder das Trinken einer Flasche Wein. Im Vordergrund stehe die eindeutig kritische Ausrichtung des Textes. Auf eine schlüssige Figurenkonstellation werde verzichtet, da beide Dialogpartner im Grunde der gleichen Meinung seien. Die Einwände des Großvaters für den Erhalt der Armee wirkten wie gespielte Ironie, der Dialog werde zum Monolog, einem „Pamphlet mit verteilten Rollen“.

## Interpretation
Im Dialog zwischen Jonas und seinem Großvater nahm Max Frisch nach Walter Schmitz, dem Mitherausgeber seiner Gesammelten Werke, die Poetik des Fragens aus seinem zweiten Tagebuch 1966–1971, dort unter anderem in wiederholten Fragebögen an den Leser, wieder auf. Die Frage „Bist Du sicher?“ sei schon damals eine Kernfrage gewesen. Nur scheinbar sei der Dialog zwischen Enkel und Großvater privat, tatsächlich stelle Frisch mit dem Gespräch der Generationen Öffentlichkeit her. Frisch selbst, der alte, berühmte Schriftsteller, stelle sich den Fragen einer jungen Generation. Der Dialog werde ein sokratischer Dialog mit aufklärerischer Absicht. Mit dem öffentlich gemachten privaten Gespräch postuliere Frisch eine politische Existenz, die nicht zwischen privatem und öffentlichem Leben trennt. Nur durch die politische Existenz der Bürger wäre eine „andere Schweiz“, eine „lebendige und künftige Schweiz“ möglich.
Die Schweizkritik Frischs beruht laut Schmitz auch auf einer Sprachkritik: „hinzu kommt, daß nicht alle von uns dieselbe Schweiz meinen…“ Bereits in Andorra habe Frisch in einem Modell der Schweiz die Festlegung der Wirklichkeit durch die Andorraner thematisiert. Auch in Schweiz ohne Armee? sei für viele Bürger gewiss, was „ein rechter Schweizer nicht tut“. Frisch wolle in seinem Text der offiziellen öffentlichen Sprache, die die Wirklichkeit durch feste Schablonen festlege, einen offenen, lebendigen Dialog entgegensetzen. Dazu benutze er Fragen sowie die verfremdete Verwendung von Zitaten, die gerade dadurch ihren Inhalt in Frage stelle.

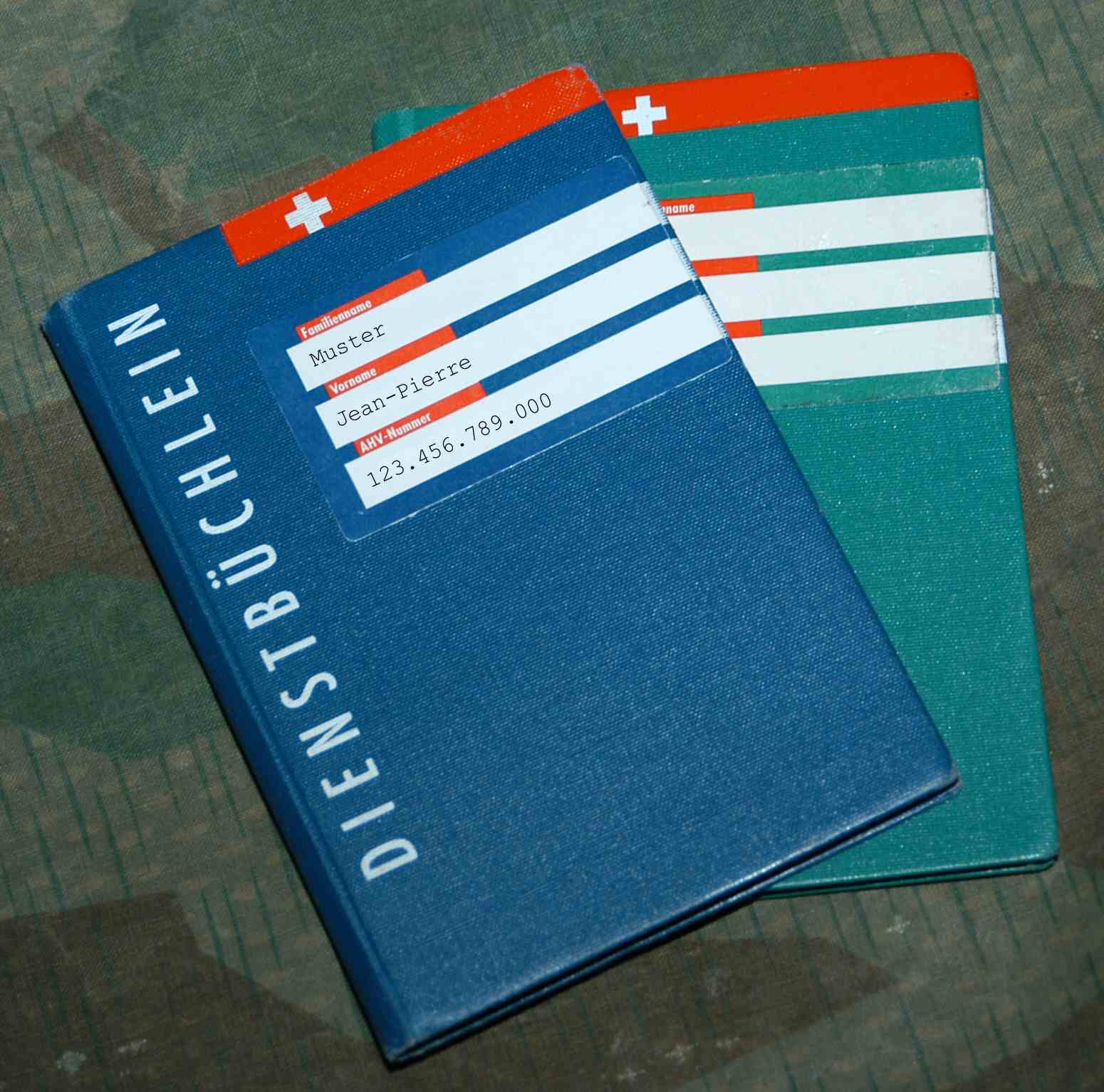
Die Schlussszene wurde als Verbrennen des Schweizer Dienstbüchleins gedeutet.

Die abschließende Geste des Großvaters, der sein früheres Dienstbüchlein „leichthin“ ins Feuer des Kamins wirft, ist auf verschiedene Arten gedeutet worden: Erstens Frisch verbrenne tatsächlich sein Schweizer Dienstbüchlein, den Schweizer Armeeausweis, in einer Geste wie etwa einige US-Amerikaner ihren Einberufungsbefehl zum Vietnamkrieg demonstrativ verbrannten. Zweitens Frisch sehe letztlich in einer Geste der Resignation die Bedeutungslosigkeit des einst Geschriebenen für eine junge Generation ein. Drittens Frisch verkünde die Revidierung des damaligen Textes, der seine Aktualität eingebüßt habe und an die aktuelle Wahrheit angepasst werden müsse.
Walter Schmitz sah im Feuer auch das Zeichen für Vergänglichkeit, ein Bild, das sich durch Frischs Werk ziehe. Die Geschichte gehe über die Lebenszeit des Großvaters hinaus. Nicht er sei die eigentliche Hauptfigur des Spiels, sondern Jonas, dessen Name auf den Schweizer Film Jonas, der im Jahr 2000 25 Jahre alt sein wird verweise. Er stehe für die Zukunft, die sich ohne den Großvater ereignen werde. Der Großvater verbrenne am Ende seine Erfahrung und nehme ihr damit die Allgemeingültigkeit. Er gebe sie der künftigen Generation nicht als Antwort mit auf den Weg, sondern als Frage und ermögliche somit die Fortsetzung des Prozesses der Aufklärung als ein andauerndes Palaver, ein Gespräch ohne feste Sicherheiten.

## Entstehungsgeschichte

Max Frisch (ca. 1974)

Nach der Veröffentlichung seiner letzten Erzählung Blaubart 1982 hatte Frisch seine schriftstellerische Tätigkeit weitgehend aufgegeben. In der 1985 auf den Solothurner Literaturtagen gehaltenen Rede Am Ende der Aufklärung steht das Goldene Kalb verkündete er, dass er „aufgehört habe zu schreiben. Müde, ja. Verbraucht.“ Auch in Schweiz ohne Armee? ließ Frisch den Enkel fragen: „Stimmt es, Großvater, dass du gar nichts mehr schreibst. Außer Briefen. Ich meine: keine Romane und so, kein Tagebuch?“ In der Figur des Großvaters antwortete Frisch: „Das stimmt schon seit Jahren.“
Als sich Mitte der 1980er Jahre die Gruppe Schweiz ohne Armee formierte, eine Initiative mit dem Ziel der Abschaffung der Schweizer Armee, die eine auf den 26. November 1989 terminierte Volksabstimmung über ihr Gesuch erreichte, stand Frisch dem Anliegen erst skeptisch gegenüber. Obwohl selbst seit Jahren Kritiker der Schweizer Politik und ihrer Armee, befürchtete er eine schwere Abstimmungsniederlage der Initiative, die die Armeekritiker auf lange Sicht in die Defensive gedrängt hätte. Erst als ihm die wachsende Zustimmung bewusst wurde, die die Initiative besonders in der jungen Generation erfuhr, änderte Frisch seine Meinung. Er durchbrach seine schriftstellerische Abstinenz und schrieb Schweiz ohne Armee? Ein Palaver in wenigen Wochen im Februar und März 1989 nieder. Allerdings überarbeitete Frisch den Text noch nach der Erstausgabe an einigen Stellen, so in den Gründen, die aus der Sicht des Großvaters für die Schweizer Armee sprechen wie in seiner Auskunft, dass er schon lange nicht mehr schreibe. Frisch widmete sein Buch den Aufklärern Denis Diderot und Ulrich Bräker „in Dankbarkeit“.

## Rezeption
Schweiz ohne Armee? Ein Palaver stieß bei seinem Erscheinen im Sommer 1989 auf starkes Interesse der Schweizer Bevölkerung. Die Erstauflage der in den vier Schweizer Landessprachen entstandenen Buchausgabe wurde innerhalb weniger Tage ausverkauft. Auch die Schweizer Presse thematisierte Frischs neues Werk und richtete dabei zumeist den Blick auf die innenpolitische Debatte im Zusammenhang mit der Volksinitiative zur Abschaffung der Armee. Für den SonntagsBlick ließ Max Frisch keine Zweifel aufkommen, wie er der Armee gegenüberstehe. Der „Zorn“ habe Frisch „dazu gebracht, sein Schweigen zu brechen, wieder zu schreiben.“ Im Tages-Anzeiger sah Stefan Howald in dem Text eine „Geste entschiedener Altersradikalität“ wie auch ein „Kompendium von handfesten Anti-Armee-Argumenten“. Stefan Keller fand in der Wochenzeitung „einen völlig resignierten Max Frisch“ sich selber inszenieren. Dennoch nehme am Ende eine Utopie Gestalt an «durch die Aufzählung all dessen, was falsch ist.» Für die Neue Zürcher Zeitung ging Frischs Text über die Initiative für die Abschaffung der Armee hinaus. Er äußere eine „Gesamtkritik, und nicht nur an den schweizerischen Zuständen“, sei aber „so entworfen, dass der vermutliche Ausgang der Abstimmung ihm recht geben wird.“
Die literarischen Beurteilungen von Frischs Prosatext blieben verhaltener. Jürgen H. Petersen sah in Schweiz ohne Armee? einen „kaum als poetisch zu bezeichnenden Text“, der „kaum zu den literarisch gewichtigen Arbeiten Max Frischs“ zähle. Stattdessen dokumentiere er „das Versiegen der literarischen Kraft seines Autors“. Volker Hage hingehen entdeckte im Text „die feinen Widerhaken“, „die unaufdringliche Kraft des Fragens“ und er urteilte, es sei „die Kunst von Frisch, diesen kleinen Dialog wie absichtslos in der Schwebe zu halten. Pausen und Abschweifungen sind beredter als das, was die beiden miteinander sprechen, und kleine Nuancen, winzige Verschiebungen sagen mehr als alle Weisheiten.“

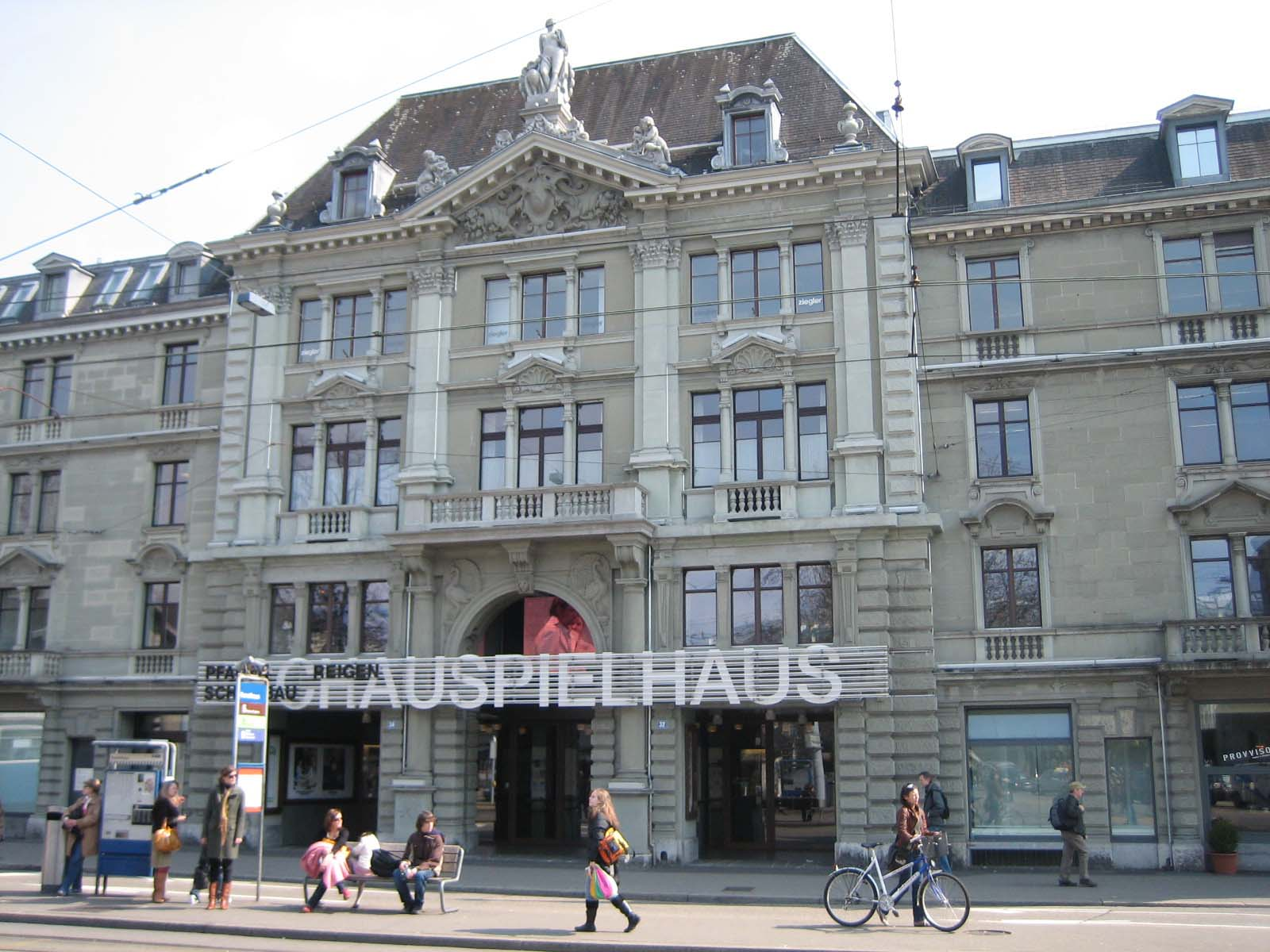
Das Schauspielhaus in Zürich. Hier fand am 19. Oktober 1989 die Premiere von Jonas und sein Veteran statt.

In Zusammenarbeit mit Max Frisch adaptierte Benno Besson Schweiz ohne Armee? unter dem Titel Jonas und sein Veteran für die Bühne und übernahm selbst die bewusst einfach gehaltene Inszenierung, die am 19. Oktober 1989 im Schauspielhaus Zürich uraufgeführt wurde. Ebenfalls in Zürich folgte am 20. Oktober die Premiere der in Koproduktion mit dem Théâtre Vidy-Lausanne entstandenen französischen Fassung. Eine Woche später traten die Ensembles in umgekehrter Reihenfolge in Lausanne auf. Am 24. Oktober wurde dort die französische Version, am 25. Oktober die deutsche Fassung gespielt.
Die Uraufführung, der Max Frisch im Zuschauerraum beiwohnte, wurde mit Ovationen gefeiert. In der Theaterkritik fand sie allerdings eine skeptische Aufnahme. So wurde für Reinhard Baumgart „alles säuberlich und beflissen wie vom Blatt mitgespielt“ ohne dass der Text Leben fände. Die Inszenierung reduziere ihn „auf seinen baren Inhalt, das Theater zur szenischen Lesung, das Katz-und-Maus-Spiel zwischen Veteran und Enkel zu einer Polit-Talkshow für zwei Personen.“ Dennoch feierte das Publikum Frisch am Ende „für seinen Bekennermut“. In der deutschsprachigen Uraufführung spielten Jürgen Cziesla als Großvater und Marcus Kaloff als Jonas. Peter Bollag als Souffleur sprach die Anmerkungen des Buches. In der französischsprachigen Erstaufführung spielten Paul Darzac, Mathieu Delmonté und Jean-Charles Fontana.

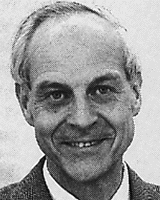
Alt-Bundesrat Rudolf Friedrich kritisierte das Stück harsch und warf Frisch vor, er habe sich vereinnahmen lassen.

Im Vorfeld hatte die Aufführung von Jonas und sein Veteran erhebliche Hürden zu überwinden. Zwar unterstützte der Direktor des Zürcher Schauspielhauses Achim Benning die Inszenierung, doch Teile des Verwaltungsrats versuchten die Aufführung zu verhindern, da sie „eine unstatthafte politische Einmischung des Theaters in die Abstimmungskampagne“ der GSoA-Initiative wäre. Frisch kommentierte die Querelen mit der Äußerung: „Da lernen Sie, wie die Freiheit der Kunst bei uns funktioniert. Wir brauchen keine Zensur.“ Als Folge der Theateraufführungen kam es zu Auseinandersetzungen mit Armeebefürwortern, die ihren Niederschlag auch in anonymen Telefonanrufen und Schmähbriefen gegen Max Frisch fanden. In einer öffentlichen Diskussion nach einer Vorstellung brachte Alt-Bundesrat Rudolf Friedrich heftige Kritik gegen das Stück und seinen Autor vor: „Jonas und sein Veteran […] ist ein wortreiches, aber es ist ein ebenso seichtes Geplauder. Es ist Polemik, Verdächtigung, Gerücht, Lächerlichmachung, Sarkasmus bis zur banalen Primitivität. Da erscheint ein alter, ein verbrauchter, müder und resignierter Max Frisch, der sich vor einen fremden Karren hat spannen lassen. Aus einem ehemals großen Geist ist ein kleiner geworden. Sein geistiger Niedergang wird vordemonstriert. Max Frisch ist nicht faktisch, aber er ist geistig erledigt.“
Auch der Dokumentarfilm Palaver, Palaver – eine Schweizer Herbstchronik von Alexander J. Seiler, der die Entstehungsgeschichte von Jonas und sein Veteran dokumentierte und in Bezug zur Abstimmungskampagne im Vorfeld des Volksentscheids setzte, hatte mit Widerständen bei seiner Realisation zu kämpfen. Der Zürcher Nationalrat Ernst Cincera vermutete, dass „inhaltlich eine Unterstützung der Initianten [der Volksabstimmung] angestrebt wird“ und stellte eine Anfrage, warum der Film vom Bundesamt für Kultur finanziell unterstützt werde. Die Anfrage wurde unter Verweis auf die Kunstfreiheit abschlägig beschieden. Der Film kam im September 1990 in die Kinos, nachdem die Volksabstimmung bereits vorüber war, eine Tatsache, die Peter Bichsel begrüsste, da der Film dokumentiere und nicht agitiere und „eine Darstellung unseres Umgangs mit Politik, mit Opposition, mit Selbstverständlichkeit“ geworden sei. Das Lexikon des Internationalen Films kommentierte: „Das dank einer subtilen Montage komplexe Werk dokumentiert einen demokratischen und künstlerischen Prozeß und vermittelt das politische Klima in einer Schweiz, die durch den öffentlichen Diskurs über eine bisher als tabu geltende Frage in Bewegung geraten ist.“
Am 26. November 1989 stimmten 35,6 % der Abstimmenden, über eine Million Stimmberechtigte, für die Abschaffung der Armee. Das Ergebnis bedeutete für den ursprünglich skeptischen Frisch eine „Riesenüberraschung“. Er hatte zuletzt selbst noch in den Wahlkampf eingegriffen und am 20. November im Basler Theater eine Rede unter dem Titel Der Friede widerspricht unserer Gesellschaft gehalten, in der er allein die Tatsache, dass die Armee in die Diskussion geraten sei, bereits als politischen Erfolg wertete. Auf einem von seinem Freund Gottfried Honegger gestalteten und von Frisch finanzierten Abstimmungsplakat fügte er seinem ursprünglichen Prosatext einen nachträglichen Dialog hinzu: die Frage des Enkels «Wie wirst du denn stimmen, Großvater?» beantwortete er jetzt mit einem groß gesetzten „Ja“.
Walter Schmitz zog das Fazit, Frisch habe in Schweiz ohne Armee? „ganz unprätentiös, ohne lebhafte Geste, gezeigt, wie der Einzelne mit seiner Einsicht zur Bildung der öffentlichen Meinung in einem demokratischen Prozeß beitragen solle: Mit sorgfältigem, ‚unsicheren‘ Prüfen der Argumente; mit Möglichkeitssinn und Erinnerung; im Bewußtsein der Subjektivität, Partialität und der existenziellen Verbindlichkeit der eigenen Wahrheit“, das Ganze „unter dem Horizont utopischer Hoffnung.“

### Textausgaben
- Max Frisch: Schweiz ohne Armee? Ein Palaver. Limmat, Zürich 1989, ISBN 3-85791-153-0 (Erstausgabe).
- Suisse sans armée? Un palabre (übersetzt von Benno Besson und Yvette Z’Graggen). Campiche, Yvonand 1989, ISBN 2-88241-012-3 (französisch).
- Svizzera senza esercito? Una chiacchierata rituale (übersetzt von Danilo Bianchi), Casagrande, Bellinzona 1989, ISBN 88-7713-017-2 (italienisch).
- Max Frisch: Schweiz ohne Armee? Ein Palaver. Suhrkamp-TB 1881, Frankfurt am Main 1992, ISBN 3-518-38381-7.

### Sekundärliteratur
- Volker Hage: Max Frisch. rororo 50616, Reinbek bei Hamburg 1997, ISBN 3-499-50616-5, S. 94–97.
- Jürgen H. Petersen: Max Frisch. Metzler, Stuttgart 2002, ISBN 3-476-13173-4, S. 180–182.
- Walter Schmitz: Max Frischs „Palaver“ Schweiz ohne Armee? Oder Öffentlichkeit und Unverständnis. In: Daniel de Vin (Hrsg.): Leben gefällt mir. Begegnung mit Max Frisch. Literarischer Treffpunkt, Brüssel 1992, ISBN 90-6828-003-1, S. 59–80.